# Бокер, Джордж Генри
Джордж Генри Бокер (англ. George Henry Boker; 1824—1890) — американский поэт, драматург и дипломат.

## Биография
Джордж Генри Бокер родился 6 октября 1823 года в Филадельфии (Пенсильвания, США) в семье банкира; изучал юридические науки в Принстонском университете.

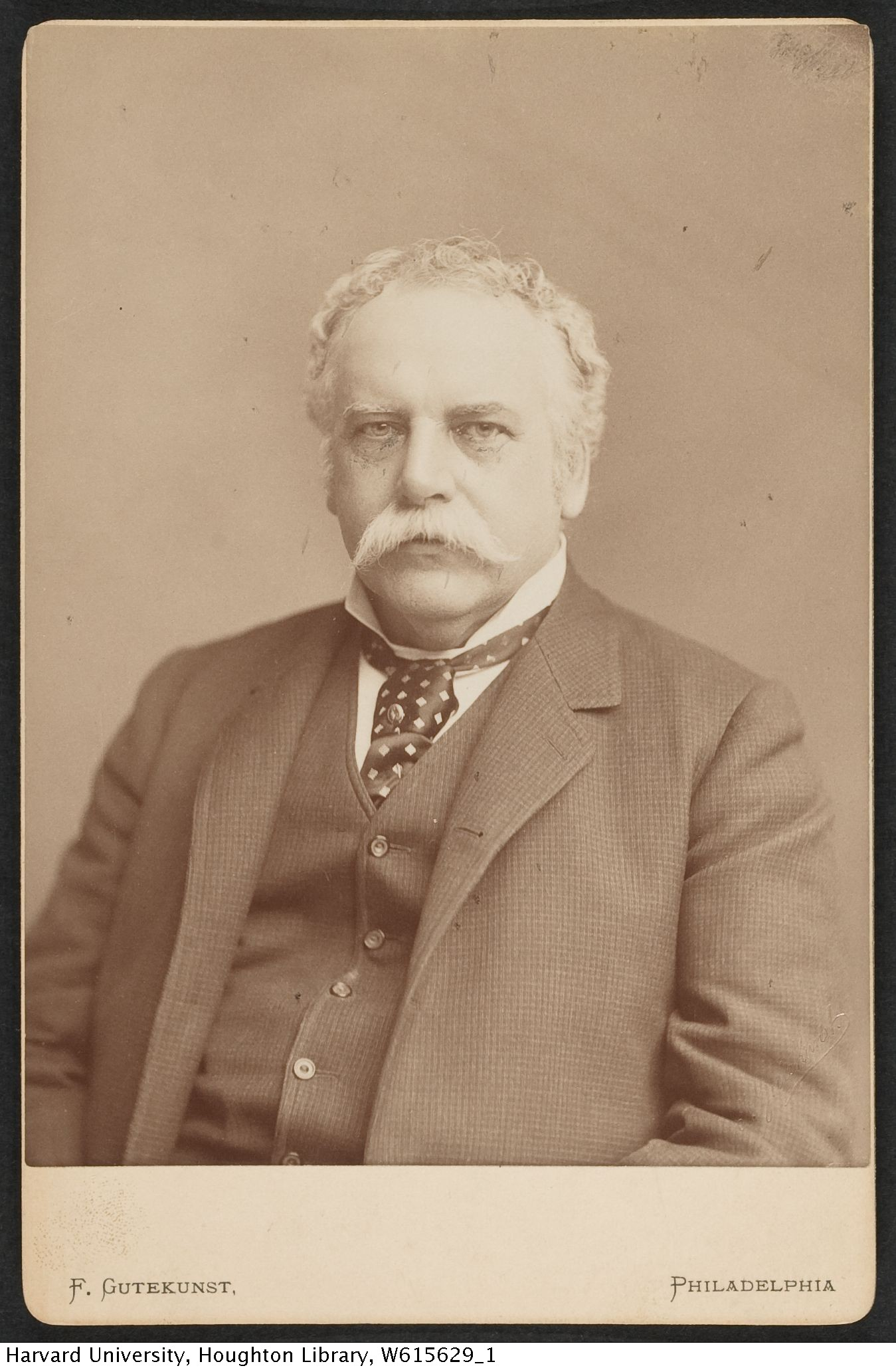
Бокер около 1890 года

В 1847 году он совершил путешествие в Европу и в 1871 году был назначен президентом Грантом на пост министра-резидента в Константинополе, а в 1875 году на другой важный пост посланника в столице Российской империи городе Санкт-Петербурге, где он оставался до 1879 года. 
Из его лирических произведений, «отличающихся совершенством формы», наиболее известны: «Lesson of life and other poems» (1847); «The Podesta’s daughter, and other miscelaneous poems» (Филадельфия, 1852). 
Во время Гражданской войны в Соединённых Штатах Америки довольно большой успех имели его военные песни, собранные потом под названием «Poems of the war» (Бостон, 1864). В последующие годы Д. Г. Бокером были написаны: «Street lyrics»; «Königsmark and other poems» (Филадельфия, 1869); «The book of the dead» (1882); «Sonnets» (1886). 
Джордж Генри Бокер написал также несколько драмматических произведений, среди которых: «Calaynos» (1848); «Anne Boleyn» (1850); «Leonor de Guzman»; «Francesca da Rimini»; «The Betrothal»; «The widow’s marriage», вышедших позднее под общим названием «Plays and poems» (Бостон, 1856; 2 изд. 1869, 2 т.) и в 1879 году издал «Studies in German litterature».
Джордж Генри Бокер скончался 2 января 1890 года в родном городе.